# Bernie Ecclestone
Bernard Charles „Bernie” Ecclestone (Bungay, 1930. október 28. –) brit üzletember, 1978-tól 2017-ig a Formula–1 autóverseny-sorozatot irányító cégcsoportok legfontosabb vezetője.

## Élete
Bernie Ecclestone 1930-ban az angliai Ipswichben született egy halász fiaként. Bernie még gyerek volt, amikor a család Bexleyheath-ba, egy London déli vonzáskörzetében fekvő kisvárosba költözött. Ecclestone 16 évesen otthagyta az iskolát és a helyi gázüzemben kezdett el dolgozni. Már ebben az időben megfertőzte a benzingőz és motorral kezdett versenyezni, szabadidejében pedig motoralkatrészekkel és használt motorokkal kereskedett. Az üzlet egészen jól ment, ezért Ecclestone otthagyta asszisztensi állását a gázműveknél és barátjával, Fred Comptonnal közösen Compton & Ecclestone néven saját motorkerékpár-kereskedést nyitott. Bernie később kivásárolta Comptont, és Nagy-Britannia legnagyobb motorkerékpár-kereskedő hálózatává építette ki cégét. 1949-ben egy rövid időre az autóversenyzésbe is belekóstolt, miután megvásárolta a Connaught csapatát (melynek színeiben egyszer ő is autóba ült, de a Monacói Nagydíjra nem tudta kvalifikálni magát). Miután Brand Hatch-ben egy Formula–3 versenyen balesetet szenvedett, inkább az üzletre koncentrált. Elsősorban autóaukciókkal, ingatlanokkal és kölcsönök közvetítésével foglalkozott.

### A Formula–1-ben
Ecclestone 1957-ben visszatért a versenypályákra, de nem mint versenyző, hanem mint menedzser. Megvásárolta a Connaught Formula–1-es csapatot és a wales-i Stuart Lewis-Evans-szel elindult a világbajnokságon. 1958-ban Monacóban ő maga is autóba ült, de nem sikerült kvalifikálnia magát a versenyre. (A Lotus csapat ezen a versenyen mutatkozott be először az F1-ben.) Év végén Lewis-Evans életét vesztette a marokkói nagydíjon, miután felrobbant a motorja és súlyos égési sérüléseket szenvedett. Ennek hatására Ecclestone újra kiszállt a Formula–1-ből. A 60-as évek elején többször kilátogatott a versenyekre, ahol barátságot kötött a Cooper csapat menedzserével, Salvadorival, aki bemutatta neki a fiatal osztrák pilótát, Jochen Rindtet. Ecclestone Rindt menedzsere és üzleti partnere lett, vele együtt került a Lotus csapathoz, ahol 1968-ban és 69-ben sportigazgató volt. Rindt 1970-ben Monzában balesetet szenvedett és meghalt; az osztrák pilóta csak később posztumusz nyerte meg a világbajnoki címet. Ecclestone-ban mély nyomot hagyott barátja elvesztése, és újra hátat fordított a Formula–1 világának.
Egészen két évre, mert 1972-ben megvásárolta Ron Tauranactól a Brabham csapatot, amely a kezei között a Formula–1 egyik élcsapatává vált. Miután látta, hogy milyen szervezetlen a száguldó cirkusz, 1974-ben más istálló tulajdonosokkal, Colin Chapmannel, Teddy Mayerrel, Max Mosley-val, Ken Tyrrell-lel és Frank Williamsszel megalapította a Formula–1-es konstruktőrök szövetségét, a FOCA-t. Az újonnan alakult szervezet 1975-ben harcba szállt az FIA-val, jobb rendezést és nagyobb részesedést követelve a bevételből. Később a tévés közvetítési jogok megszerzésére is kísérletet tett a FOCA, amelynek vezetője 1978-tól Bernie Ecclestone, a szervezet jogi tanácsadója pedig Max Mosley lett. A Formula–1 kereskedelmi jogait érintő vita évekig elhúzódott. A FOCA szinte háborút viselt a FIA testvérszervezete, a FISA és vezetője, Jean Marie Balestre ellen. Többször majdnem két részre szakadt a Formula–1. Végül 1981-ben a Concorde-egyezmény zárta le a háborút, amelyben a FOCA kapta meg a tévés közvetítések jogát.

#### Két világbajnoki cím a Brabhammel
Mindeközben csapata, a Brabham szép sikereket ért el, 1981-ben és 83-ban a brazil Nelson Piquet győzött a világbajnokságon; az utóbbit már a BMW turbó-motorjaival érte el az istálló. Amikor 1987-ben az első Concorde-egyezmény lejárt, Ecclestone-t választották az FIA PR-elnökhelyettesévé, a Brabhamra ezért egyre kevesebb ideje maradt, így 1988-ban eladta a csapatot az Alfa Romeónak. Mivel a kereskedelmi és tévés jogok értékesítése ebben az időben nehéz és rizikós volt, a csapatok, amelyek ezek felett rendelkeztek átadták ezt Ecclestone-nak, aki vállalta a kockázatot. Bernie Ecclestone létrehozta a FOPA-t (Formula One Promotions and Administration), amely az F1 kereskedelmi jogai fölött rendelkezett. A bevétel 47%-át a csapatok kapták, 30%-a az FIA-t illette, 23 százalék pedig a FOCA-é lett. Az üzlet aranybányának bizonyult: Bernie Ecclestone 1993-ban már évi 45 millió dollárra tett szert.

#### A Formula–1 felvásárlása
1995-ben az FIA úgy döntött, hogy bérbe adja a kereskedelmi jogokat Ecclestone cégének, a FOM-nak. A Formula One Management ezért 14 éven keresztül évente fizetett a szövetségnek. A Formula–1-es csapatok felháborodtak a döntésen és amikor 1997-ben a Concorde-egyezmény újbóli meghosszabbítására került sor, a McLaren, a Williams és a Tyrrell nem volt hajlandó aláírni a szerződést. De végül ők is beadták a derekukat. Közben megalapította a SLEC céget, amely a tévés jogok felett rendelkezik és Ecclestone felesége, Slavica tulajdonában volt. 1999-től Ecclestone fokozatosan eladta a céget, először 12,5%-át a Morgan Grenfell banknak 325 millió dollárért, majd 37,5%-ot a Hellman & Friedman befektetési csoportnak 725,5 millió dollárért. Az 50%-os tulajdonrész később az EM.TV cégéhez került 1,65 millió dollárért és vásárlási jogot szerzett további 25%-ra. Amikor az EM.TV csődöt jelentett, Leo Kirch médiamogul kezébe került a SLEC 50%-a, amelyhez vásárolt még további 25%-ot. A fennmaradó 25 százalék továbbra is Ecclestone család tulajdonában maradt. 2017. január 23-án mondott le posztjáról, miután a sportág új vezetést kapott az amerikai illetőségű Liberty Media cég, és annak vezetője Chase Carey révén. Tiszteletbeli elnökként a Formula–1 közelében maradt.

## Magánélete
Ecclestone 1985-ben vette feleségül az egykori horvát modellt, Slavicát; a tanú Max Mosley volt. Második házasságából két lánya született, Tamara és Petra. Deborah Ecclestone első házasságából származik. A csupán 1 méter 60 centi magas üzletember vagyonát 3 milliárd dollárra taksálják. 2020-ban, 89 éves korában fia született, aki az Ace nevet kapta.

## Teljes Formula–1-es eredménylistája
(Táblázat értelmezése)

(Félkövér: pole-pozícióból indult; dőlt: leggyorsabb kört futott) 

| Év   | Konstruktőr    | Kasztni          | Motor           | 1   | 2       | 3   | 4   | 5   | 6   | 7        | 8   | 9   | 10  | 11  | Poz. | Pont |
| ---- | -------------- | ---------------- | --------------- | --- | ------- | --- | --- | --- | --- | -------- | --- | --- | --- | --- | ---- | ---- |
| 1958 | B C Ecclestone | Connaught Type B | Alta Straight-4 | ARG | MON DNQ | NED | 500 | BEL | FRA | GBR DNQ* | GER | POR | ITA | MOR | HN   | 0    |

* Jack Fairman versenyzett helyette, azonban hivatalosan Ecclestone volt benevezve a versenyre.